# Flying Warriors
Flying Warriors — игра в жанре экшен/файтинг, разработанная и изданная студией Culture Brain в 1991 году для видеоприставки NES. Является прымым продолжением Flying Dragon (NES) из серии Hiryu no Ken. Релиз проекта состоялся только на территории Северной Америки. В 2015 году игра была выпущена в онлайн-сервисе Virtual Console для приставки Wii U.

## Сюжет
Сюжет посвящён противостоянию Рика Сталкера и его команды Летающих воинов лорду Тёмного измерения Демониксу. После того как демон освобождается из многовекового заточения наложенного Лордом Драконом, он стремится поработить вселенную. Протагонист должен помешать ему и восстановить мир. История во многом повторяет сюжет предшественника — Flying Dragon: The Secret Scroll.

## Геймплей
Flying Warriors базируется на игровой механике Flying Dragon: The Secret Scroll, демонстрируя её улучшенные элементы. Основной геймплей разбит на сегменты «Путешествие» и «Битва». Режиме «Путешествие» представляет собой 2D-платформер с видом с боку. Игрок должен выполнить определённую цель на уровне параллельно сражаясь с врагами. Между сегментами путешествия происходят сражения в режиме «Битва». Они напоминают типичный 2D-файтинг, только с гораздо более серьёзным упором на своевременные атаки и блоки. Как и в более ранних частях серии (в том числе в самом первом, аркадном релизе — Shanghai Kid) вернулась система мишеней (определённые части тела бойцов помечаются специальными маркерами) указывающая на уязвимые места противника. Во время боя герой может облачаться в доспехи Летающего воина и проводить атаки магией, наносящие более высокий урон. Также в бою Рик может переключаться на других членов отряда (которые имеют свои собственные способности), в отличие от режима «Путешествия». В некоторых областях сражения происходят в пошаговом режиме с видом от первого лица. Помимо этого в Flying Warriors присутствует режим «Турнира» где игрок может выбирать из шести персонажей с разным боевым стилем (боксёр, каратист и т. д .). В этом режиме игроки могут сражаться друг против друга, либо против ИИ.

## Отзывы критиков
В обзоре портала Nintendo Life отмечалось улучшение геймплея игры по сравнению с предшественником Flying Dragon: The Secret Scroll. В качестве положительных моментов отмечалось красочные фоны, более детализированный дизайн персонажей и запоминающиеся мелодии. Во время режимы «Битва» была улучшена анимация бойцов, что делает поединки более плавными. Из минусов — по прежнему неудобное управление. Рецензент подытожил статью подчеркнув, что понравится ли вам игра зависит от личных предпочтений: «Это не плохая игра, но и винтажной классикой её не назовешь».